# Corynoptera blanda
Corynoptera blanda är en tvåvingeart som först beskrevs av Johannes Winnertz 1867.  Corynoptera blanda ingår i släktet Corynoptera och familjen sorgmyggor.
Artens utbredningsområde är Tyskland. Arten är reproducerande i Sverige. Inga underarter finns listade i Catalogue of Life.